# Marie Vassilieff
Maria Ivanovna Vassilieva (em russo: Мария Ивановна Васильева), conhecida como Marie Vassilieff, nascida em 12 de fevereiro de 1884 em Smolensk na Rússia e falecida em 14 de maio de 1957 em Nogent-sur-Marne na França, foi uma pintora e escultora russa e francesa.

## Biografia
Ela nasceu em Smolensk, na Rússia, em uma família rica que a incentivou a estudar medicina. Sua inclinação natural, porém, era pelas artes e, em 1903, ingressou na Academia Imperial de Belas Artes de São Petersburgo. Em 1905, chega a Paris, então capital artística do mundo.

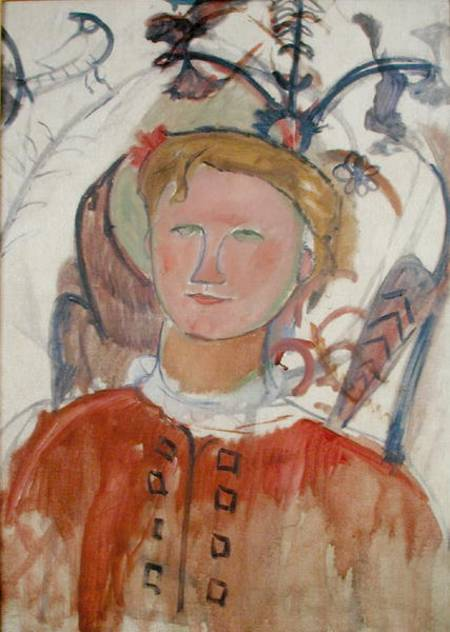
Retrato de Marie Vassilieff
Modigliani